# Heterachthes xenocerus
Heterachthes xenocerus är en skalbaggsart som beskrevs av Martins 1960. Heterachthes xenocerus ingår i släktet Heterachthes och familjen långhorningar. Inga underarter finns listade i Catalogue of Life.